# وسام العرفان الفرنسي
وسام العرفان الفرنسي هو جائزة فرنسية أو وسام شرفي تم إنشاؤه بموجب المرسوم الصادر في 13 تموز 1917.

## الوصف
تم إنشاء الميدالية من أجل الشهادة على اعتراف الحكومة الفرنسية تجاه كل أولئك الذين دون أي التزام قانوني أو عسكري يُقدمون على مساعدة الجرحى والمعوقين واللاجئين، أو من قام بعمل استثنائي متفاني ضد العدو أثناء الحرب العالمية الأولى. ومع ذلك، فإن إنشاء هذا الميدالية كان بسبب الهجمات الخطيرة لروبرت نيفيل في عام 1917 والتي سببت أزمة ثقة في فرنسا، مما دفع بالحكومة الفرنسية إلى تفعيل هذه الجائزة قصد شكر أولئك الذين تطوعوا على الرغم من الأزمة الاقتصادية التي عانت منها فرنسا في تلك الفترة.
عموما، يتكون هذا الوسام من: برونزية، فضية وذهبية. كما أن هناك 15.000 من المستفيدين ما بين شخصيات عادية وأشخاص من المجتمع المدني.
لم يعد هذا الوسام ساري المفعول منذ 14 فبراير 1959.

## الميدالية
- وسام: فرنسا تحت ستار امرأة في قبعة فريجية وعقد النخيل
- وشاح: أبيض مع الحدود الثلاثة على الحواف

| البرونزية | الفضية | الذهبية |
| --------- | ------ | ------- |
|           |        |         |
|           |        |         |

## رابط خارجي
- وصف ميدالية على www.france-phaleristique.com